# Aleksander Ziemian
Aleksander Zdzisław Ziemian (ur. 24 lutego 1933 w Ostrowcu Świętokrzyskim, zm. 25 listopada 1999) – polski hutnik i polityk, poseł na Sejm PRL IX kadencji.

## Życiorys
Z wykształcenia i zawodu technik hutnik, w 1953 ukończył Technikum Mechaniczno-Hutnicze. Od 1951 kolejno planista, mistrz na Wydziale Walcowni Obręczy i Młotowni, starszy mistrz na Wydziale Walcowni Dużej, a od 1967 starszy mistrz na Wydziale Walcowni Średniej w Hucie im. Marcelego Nowotki w Ostrowcu Świętokrzyskim.
W 1964 wstąpił do Polskiej Zjednoczonej Partii Robotniczej. Od 1983 członek plenum Komitetu Zakładowego PZPR i członek egzekutywy Komitetu Miejskiego PZPR w Ostrowcu Świętokrzyskim. Był radnym i członkiem prezydium Miejskiej Rady Narodowej w Ostrowcu Świętokrzyskim. W 1985 uzyskał mandat posła na Sejm PRL IX kadencji w okręgu Skarżysko-Kamienna, w parlamencie zasiadając w Komisji Przemysłu.

## Odznaczenia
- Krzyż Kawalerski Orderu Odrodzenia Polski
- Złoty Krzyż Zasługi
- Medal 40-lecia Polski Ludowej
- Odznaka „Za zasługi w ochronie porządku publicznego”
- Odznaka „Za Zasługi dla Kielecczyzny”
- Odznaka „Za Zasługi dla Miasta Ostrowca”